# Nepenthes sumatrana
Nepenthes sumatrana (Miq.) Beck, 1895 è una pianta carnivora della famiglia Nepenthaceae, endemica di Sumatra.

## Distribuzione e habitat
L'areale di questa specie è ristretto alle colline attorno alla città di Sibolga, sulla costa occidentale di Sumatra (reggenza di Tapanuli Centrale, provincia di Sumatra settentrionale).
Cresce a 0–800 m di altitudine.

## Conservazione
La Lista rossa IUCN classifica Nepenthes sumatrana come specie in pericolo critico di estinzione (Critically Endangered).